# Асслінг
Асслінг — містечко й громада округу Лієнц в землі Тіроль, Австрія.
Асслінг лежить на висоті  1128 над рівнем моря і займає площу  99 км². Громада налічує 1881 мешканців. 
Густота населення 19/км².  
Громада лежить у долині Пустерталь і складається з численних дрібних населених пунктів.
Округ Лієнц, до якого належить Асслінг, називається також Східним Тіролем. Від основної частини землі, 
Західного Тіролю, його відділяє смуга Південного Тіролю, що належить Італії. 
|                                  |
| Асслінг на мапі округу та землі. |

 Адреса управління громади: Unterassling 28, 9911 Assling. 

## Виноски
1. ↑  Dauersiedlungsraum der Gemeinden Politischen Bezirke und Bundesländer - Gebietsstand 1.1.2018 — Статистичне управління Австрії.
2. ↑  https://www.statistik.at/blickgem/blick1/g70705.pdf
3. ↑  www.assling.at. Архів оригіналу за 1 травня 2008. Процитовано 6 липня 2013.